# 타이타닉 (1997년 영화)
《타이타닉》(영어: Titanic)은 1912년 4월 15일에 발생했던 RMS 타이타닉 침몰 사고를 각색하여 1997년 개봉한 미국의 재난, 로맨스 영화이다. 제임스 카메론이 감독을 맡고, 레오나르도 디카프리오와 케이트 윈슬릿이 주연을 맡아 연기하였다. 개봉 당시 북미 전 세계 흥행 1위를 기록하였으며, 이 기록은 2009년 같은 감독의 영화 아바타가 개봉되기 전까지 유지되었다. 2022년에는 3D로 컨버팅해 재개봉이 되었다. 2018년 2월 1일, 20주년 기념으로 재개봉하였다. 2023년 2월에 개봉 25주년 리마스터링 버전으로 재개봉하였다.

## 줄거리
이야기는 타이타닉 호와 함께 같이 가라앉아있던 보물들을 발굴하려던 해양과학자들이 타이타닉호에서 보석 달린 목걸이를 달고 있는 여인의 그림을 발견했고, 이 그림 속 주인공이 자신이라고 주장하며 나타난 로즈 할머니를 타이타닉호 침몰 참사에서 살아남은 목격자로 참여시키는 내용으로 시작된다. 로즈 할머니는 아름다운 처녀로 자란 손녀와 귀여운 강아지, 예쁜 금붕어, 곱고 아름답던 젊은 시절에 찍은 흑백 사진들과 외롭게 살고 있었지만, 타이타닉호에서의 아름다운 추억들을 80년이나 지난 지금도 잊지 않고 있었다.
1912년 4월 경제적으로 몰락한 귀족 가문의 딸인 로즈는 어머니의 강요로 타이타닉호에 약혼자인 칼과 같이 동승한다. 기울어가는 집안을 살려보겠다는 어머니의 강요로 사랑하지도 않는 남자인 칼과의 같은 배에 타게 된 것이다. 이에 절망한 그녀는 자살을 시도하지만, 떠돌이 화가인 잭이 발견해 특유의 재치와 말재주로 가까스로 로즈를 자살을 하지 않게 설득해낸다. 이후 성격이 자유분방한 잭에게 호감을 느낀 로즈는 미국에 도착하면 둘이 도망쳐서 같이 살기로 약속한다. 하지만 불행이 타이타닉호를 향해 오고 있었고, 뛰어난 직관력을 가진 로즈는 이를 어느 정도 느낀다. 봄이라 녹은 빙산이 돌아다니는데도 배의 속도가 너무 빨랐고, 구조장비도 너무 적어서 사고 위험이 있다는 것을 직감한 것이었다. 그래서 이를 선원에게 말해주지만 선원은 사고가 일어나지 않을 것이라면서 무시한다.
1912년 4월 14일 밤 11시 40분, 로즈의 직감대로 빙산 충돌사고가 발생하여 바닷물이 선체 내부로 유입되면서 배가 침몰하게 되고, 선원들은 여자와 어린이를 먼저 배에 태우는 약자 우선의 구조활동을 시작하지만 구조장비가 부족해서 다 싣지는 못한다. 로즈와 잭도 차가운 대서양 바닷물에서 죽어가기 시작한다. 이 절망스러운 순간에도 잭은 로즈를 격려하다가 저체온증으로 숨을 거두고, 이에 용기를 얻은 그녀는 최선을 다해 구조요청을 한다. 다행히 생존자들이 더 있을지도 모른다고 생각한 승무원으로 인해 1000여명이 떠있는 바다에서 로즈를 포함한 6명만 구조된다. 할머니 로즈의 이야기를 듣고 해양 과학자들은 침몰한 타이타닉호에 있었던 사람이였다는 사실을 깨닫고 보물 찾기를 포기한다.
하지만 사실 그들이 찾던 보석 목걸이는 로즈의 코트 주머니 속에 있었고, 보석은 쭉 로즈가 가지고 있었던 것이었다. 이야기를 마치고 할머니 로즈는 바다에 보석 목걸이를 던져버린 후 침대에 누워 수면을 취하고 살아있는 잭과 희생된 사람 모두 영접하게 된다.

## 대한민국에서의 흥행
1998년 개봉 107일만에 세운 최초의 서울 관객 200만명 영화이며, 종전 기록은 1991년 개봉한 영화 사랑과 영혼의 168만명이었고, 이 기록 다음으로 서울 관객 200만명을 동원한 영화는 이듬해 개봉한 영화 쉬리가 개봉 9주만에 세운 서울 관객 200만명이다.

## 캐스팅

### 가상 인물
- 잭 도슨(레오나르도 디카프리오) - 무일푼의 화가로 타이타닉이 정박된 항구 근처의 카페에서 도박을 하다 운좋게 타이타닉 3등석 티켓을 얻어낸 후 곧바로 절친 파브리지오와 배로 달려간다. 이후 우연히 마주친 로즈에게 첫눈에 반했고 그날 저녁 자살을 시도하는 그녀를 구해주는것으로 인연을 맺는다. 하지만 안타깝게도 빙산 충돌사고로 배가 바다에 가라앉은 후 차가운 물속에서 저체온증으로 숨을 거두게 된다. 무미건조하기만 하던 로즈를 바꿔놓은 장본인이다.
- 로즈 드윗 부카터(청년: 케이트 윈즐릿, 노년: 글로리아 스튜어트) - 어머니에 의해 칼과의 원하지 않는 약혼을 하게 된 일등석 승객으로 자살을 시도하다가 잭과의 사랑에 빠진다. 때문에 침몰 후에도 살아남아 미국 뉴욕에 도착하자, 생존자 명단에 자신의 이름을 로즈 도슨으로 적어넣는다. 그래서 해양학자들은 생존자 명단에 이름이 없는 사람이 어떻게 타이타닉호 참사 생존자라고 주장하는 것인지 의아해 하였다.
- 커리돈 "칼" 하클리(빌리 제인) - 로즈의 약혼자로 약간 거만하지만 자존심 강하고 나름데로의 인심이 있는 일등실의 승객이다. 배가 침몰하기 직전 버려져 있던 아이를 혈육이라고 속이는 비열한 방법으로 살아남아 결혼하였지만 결국 1929년 주식폭락(경제 대공황)을 비관하여 권총을 입에 물고 자살하고 만다.
- 브룩 라벳(빌 팩스턴) - 잠수함을 타고 타이타닉 호의 보물을 노리는 보물 사냥꾼. 가라앉은 배에서 찾은 금고에서 잭이 그린 로즈의 누드 크로키를 발견하고 로즈를 찾아 그 때의 이야기를 듣게 된다. 로즈의 이야기를 듣고 물질적인 것만 추구하던 자신의 모습이 부끄럽게 느껴져 보물찾기를 그만둔다.
- 파브리치오 데로시(대니 누치) - 잭의 이탈리아계 친구로 잭과 함께 포커 게임을 통해 티켓을 얻어서 타이타닉호에 탄다. 배의 굴뚝이 쓰러질때 깔려 죽고 만다.
- 토머스 "토미" 라이언(제이슨 배리) - 잭과 파브리치오가 배에서 만난 아일랜드계 친구. 구명 보트 탑승 과정에서 승객들을 제지하기 위해 1등 항해사 윌리엄 머독이 우발적으로 쏜 총에 맞아 죽는다.
- 러즈 버케이터(프랜시스 피셔) - 로즈의 모친. 남편이 죽은 후 몰락한 가문을 살리기 위해 로즈를 칼과 억지로 결혼시키려 한다. 속으로 잭을 영 못마땅하게 본다.
- 스파이서 러브조이(데이비드 워너) - 칼의 집사 겸 경호원. 칼보다 비열하며 피도 눈물도 없는 사악한 노인이다. 배가 두동강 날 때, 이마에서 피를 흘리며 절단부를 붙잡고 있는 모습을 마지막으로 등장했다. 원래는 잠기는 식당 안에서 잭과 결투를 벌이는 장면이 있었지만 편집됐다.
- 리지 캘버트(수지 에이미스) - 로즈의 손녀.
- 트루디 볼트 - 로즈를 시중들던 시녀. 로즈를 위로해주기도 했었다. 배가 45도로 기울어졌을 때 갑판에서 미끄러지지 앉으려고 했지만 손을 놓쳐 그대로 쭉 미끄러지며 사라진다.
- 카트멜 가족 - 3등실의 가족들. 3등실의 연회에서 등장하며 외동딸인 코라 카트멜은 잭과 함께 춤을 추는 것으로 나온다. 삭제 장면에서는 이 가족이 로즈와 잭이랑 똑같이 물이 밀려오는 가운데 철창을 두드리고 있는 것이 나온다.
- 달 가족 - 3등실의 노르웨이인 가족으로 영어는 거의 못한다. 3등실의 연회에서 등장. 배가 수직으로 고꾸라질 때 마지막으로 나온다. 참고로 이 가족 중에서 장녀인 헬가는 파브리치오와 연애 관계였다.

### 실제 인물
- 애드워드 존 스미스(버나드 힐) - 타이타닉호의 선장이며 침몰 때 승객들의 탈출을 끝까지 돕다가 선교에 들어가서 조용히 최후를 맞이한다.
- 브루스 이스메이(조너선 하이드) - 화이트 스타 라인의 대표이며 영화에서처럼 몰래 보트에 뛰어내려 탔으며, 이로 인해 온갖 사회의 비난을 받고, 남은 여생을 죄책감에 시달려 쓸쓸하게 보내게 된다.
- 마거릿 브라운(캐시 베이츠) - 그녀의 남편이 금광을 발견한 덕에 부자가 되어 타이타닉에 탑승하게 된다. 영화에서 잭 도슨에게 파티복을 빌려주는 등 여러 일을 하였다. 보트를 돌리자고 주장한 여인이 바로 그녀이다.
- 토머스 앤드루스(빅터 가버) - 타이타닉호의 설계자로 영화에서 로즈에게 구명조끼를 주고 튼튼한 배를 만들지 못해 미안하다는 말을 남기고 흡연실에 남았다. 실제로 그는 승객들을 돕다가 흡연실에 남아 죽었다고 한다.
- 존 제이컵 애스터 4세(에릭 브래든)
- 월리스 하틀리(조너선 에번스 존스) - 타이타닉호의 음악가. 승객들을 진정시키기 위해 자신을 포함한 8명의 악단과 함께 끝까지 남아 음악을 연주한다. 무려 70여 개 호화선박에서 연주를 했다고 한다.
- 헨리 와일드(마크 린지 챔프먼) - 수석 항해사로 여자아이를 들고 있던 칼을 통과시켜준다. 배의 물 위에 떠서 계속해서 호루라기를 불면서 구조요청을 하다가 얼어 죽은 후에(이는 영화속의 허구로, 와일드는 배의 생존자 명단에 없지만 그의 최후가 어떠했는지는 불분명하다.) 로즈가 그의 호루라기로 신호를 보내 구해진다.
- 윌리엄 맥마스터 머독(이완 스튜어트) - 1등 항해사로 영화에서는 침몰시 승객들을 제지하기 위해 처음에는 허공에 총을 쏘다 한 승객이 항의하자 그 승객에게 총을 쏘아 승객이 죽자 죄책감으로 자신도 총으로 쏘아 자살한다. 실제로는 승객을 살리고 얼어 죽었다고 한다.
- 찰스 라이톨러(조너선 필립스) - 타이타닉호의 2등 항해사로 빙산 충돌후 우왕좌왕 거리는 승객에게 빈총을 겨누며 로우에게 보트를 부탁하고 자신도 접이식 보트 B로 생존하였다.
- 허버트 피트먼(케빈 드 라 노이) - 타이타닉호의 3등 항해사.
- 조지프 박스헐(시몬 크레인) - 타이타닉호의 4등 항해사.
- 해럴드 고드프리 로(요안 그리피드) - 타이타닉호의 5등 항해사였던 그는 실제로 배가 침몰한 뒤 지원자들을 모아 혹시나 있을지 모르는 생존자들을 구하러 갔었다.(그 중에는 로즈도 포함되어 있다.) 실제로는 구조자들을 강제로 재편성해서 다른 배에 몰아넣고 난 뒤 빈 배를 만들어서 이 배로 지원자들과 함께 혹시나 있을지 모르는 생존자들을 구하러 가서 4명을 구조했다.
- 제임스 무디(에드워드 플레처) - 타이타닉호의 6등 항해사로 출항 직전 급히 들어오는 잭 일행을 받아준다. 빙산 발견을 머독에게 보고하고 끝까지 승객들을 돕다가 구명보트 탑승을 거부하고 최후를 맞이했다.
- 이시도어 스트라우스, 아이다 스트라우스(루 폴터, 엘자 레이븐) - 뉴욕 맨해튼의 백화점을 소유하고 있는 금실 좋은 부부로 실제로 스트라우스 부인은 보트 승선을 거절하고 남편 이시도어와 함께 최후의 순간을 맞이했다고 한다.
- 벤저민 구겐하임(마이클 엔사인) - 억만장자의 철강업자로 극중에서 일등실 식사에서 잭과 몇가지 대화를 나눴다. 실제로 그는 현지처와 하인을 보트에 태운 것을 확인하고 "우리는 가장 어울리는 예복을 입고 신사답게 갈 것이다."라는 말을 남기고 마지막까지 시가와 브랜디를 즐기며 최후를 맞이했다. 그의 사후 상속녀 페기 구겐하임은 상속받은 재산으로 미술품을 모아들이고 이름있는 화가들을 후원해주고 화가들을 육성해서 이름있는 화가로 만든 끝에 결국 미국 미술의 전설인 구겐하임 미술관을 건립하였다.
- 조지프 G. 벨(테리 포리스털) - 타이타닉호의 기관장. 배의 최후까지 남아 전력 공급을 위해 분투했다. 영화에서는 옆에 있던 기관부 선원이 사망하는 장면 직전에 마지막으로 등장하였다. 그 또한 다른 기관사들과 기관부 선원들과 함께 살아남지 못했다.
- 프레드릭 플리트(스콧 G. 앤더슨) - 실제 빙산을 맨 처음으로 발견한 견시 근무자이다. 후에 부인이 죽자 자살을 하였다고 한다.
- 리지널드 리(마틴 이스트) - 프레드릭 프리트와 함께 견시 당직을 섰던 갑판선원. 실제로는 구조된 이듬해에 폐렴으로 사망했다. 향년 43세.
- 잭 필립스, 해럴드 브리드(그레고리 쿡, 크레이그 켈리) - 전파사이며 카르파티아호에 긴급 구조요청을 보내었다.
- 프레드릭 바렛 - 배의 화부장. 타이타닉호에서는 구조되었지만 5년 후 다른 배에서 역시 화부로 일했는데 마찬가지로 배가 침몰했지만 이때는 구조되지 못했다. 향년 32세.
- 아치볼드 그레이시 4세(버나드 폭스)
- 코스모 더프 고든(마틴 자비스)
- 레이디 더프 고든(로절린 에이리스)
- 토머스 바이스(제임스 랭커스터)
- 로테스 백작부인 노엘 레슬리(로첼 로즈)
- 로버트 히친스(폴 브라이트웰) - 타이타닉호의 조타수. 영화에서는 마거릿 브라운의 부탁을 거절했지만, 실제에서는 고민끝에 마거릿 브라운의 부탁을 들어줬다.
- 찰스 조그힌(리엄 투오히) - 타이타닉호의 주방장.

## 한국판 성우진(KBS) (2001년 1월 25일)
- 강수진 - 잭 도슨(레오나르도 디카프리오)
- 최덕희 - 로즈(케이트 윈즐릿)
- 김환진 - 칼(빌리 제인)
- 이선영 - 노년의 로즈(글로리아 스튜어트)
- 최흘 - 선장(버나드 힐)
- 김정희 - 루스(프랜시스 피셔)
- 유동현 - 로벳(빌 팩스턴) / 라이톨러(조너선 필립스)
- 장광 - 앤드류스(빅터 가버) / 월리스 하틀리(조너선 에번스 존스)
- 김정호 - 이스메이(조너선 하이드)
- 온영삼 - 그레이시(버나드 폭스) / 벨 기관장(테리 포리스털)
- 한호웅 - 파브리치오(대니 누치) / 선원(마틴 이스트)
- 유민석 - 러브조이(데이비드 워너)
- 손정아 - 몰리(케시 베이츠)
- 김관진 - 머독(이완 스튜어트)
- 문관일 - 로위(요안 그리피드) / 바비(니콜라스 카스콘) / 조타수(폴 브라이트웰) / 화부장(데릭 리)
- 정훈석 - 반즈(올리버 페이지) / 선원(스콧 G. 앤더슨) / 통신원(그레고리 쿡)
- 조진숙 - 트루디(에이미 가이파)
- 김우정 - 토미(제이슨 배리) / 항해사(에드워드 플레처)
- 장승길 - 벤자민 구겐하임(마이클 인자인) / 루이스(루이스 아버너디)
- 배정미 - 로테스 백작부인(로첼 로즈) / 리지(수지 에이미스)

## 같이 보기
- 아카데미상 최고 기록 목록